# Harry Franklin Vickers
Harry Franklin Vickers (1 de outubro de 1898 – 12 de janeiro de 1977) foi um inventor e industrial estadunidense. Foi referenciado como "Pai da Indústria Hidráulica" pela Sociedade dos Engenheiros Mecânicos dos Estados Unidos (ASME), que lhe concedeu em 1956 seu mais significativo prêmio, a Medalha ASME.